# Lyonnais (Schiff)
| LYONNAIS            | LYONNAIS                                   |
| Technische Daten    | Technische Daten                           |
| ------------------- | ------------------------------------------ |
| Flagge:             | Frankreich                                 |
| Schiffstyp:         | Dampfschiff                                |
| Einsatzzweck:       | Passagierschiff                            |
| Bauwerft:           | Laird Brothers (Liverpool)                 |
| Reederei:           | Compagnie Franco-Americaine                |
| Heimathafen:        | Le Havre                                   |
| Schiffsvermessung:  | 1070 BRT                                   |
| Länge:              | 60,96 m                                    |
| Breite:             | 10,36 m                                    |
| Antrieb:            | Verbunddampfmaschine                       |
| Leistung:           | ? PS                                       |
| Geschwindigkeit:    | 12 kn (22,2 km/h)                          |
| In Dienst gestellt: | 1856                                       |
| Verbleib:           | Am 3. November 1856 vor Nantucket gesunken |

Die Lyonnais war ein 1856 in Dienst gestelltes Dampfschiff der französischen Reederei Compagnie Franco-Americaine, das noch im selben Jahr vor Nantucket nach der Kollision mit einer Bark unterging, wobei 130 Menschen ums Leben kamen.

## Das Schiff
Der 1.070 BRT große Dreimast-Dampfer Lyonnais wurde 1856 auf einer von dem Schiffbauunternehmen Laird Brothers in Liverpool angemieteten Werft für die Reederei Compagnie Franco-Americaine gebaut. Diese Gesellschaft war im selben Jahr von Gauthier Freres & Compagnie mit Niederlassungen in Paris und Le Havre gegründet worden. Ziel war ein regelmäßiger Passagierverkehr von Le Havre nach Nord- und Südamerika.
Die Routen der Reederei waren Le Havre–New York, Le Havre–Brasilien und Le Havre–Havanna–New Orleans. Die Lyonnais war für die erste dieser Strecke geplant. Das Schiff wurde nach der gleichnamigen historischen Provinz Frankreichs benannt. Die Lyonnais war 60,96 Meter lang, 10,36 Meter breit und war mit einer Verbunddampfmaschine ausgestattet, die einen Propeller aus Eisen antrieb und bis zu zwölf Knoten ermöglichte.

## Untergang

### Kollision bei Nantucket
Am Sonnabend, dem 1. November 1856 legte die Lyonnais unter dem Kommando von Kapitän de Vaix in New York ab. An Bord befanden sich 146 Menschen, darunter 39 Passagiere Erster Klasse und eine Anzahl Zwischendeckpassagiere.
Am Abend des 2. November fuhr das Schiff unter Dampf und voller Besegelung bei einer Geschwindigkeit von elf Knoten. Der Erste Offizier Gustave Matthieu hatte Dienst auf der Brücke. Das Schiff hatte die vorgeschriebenen Positionslichter gesetzt. 50 Seemeilen südöstlich des Feuerschiffs von Nantucket sah der Späher im Ausguck um 23.00 Uhr an Steuerbord ein Segelschiff, das direkt auf sie zuhielt.
Es handelte sich um die amerikanische Bark Adriatic, die sich auf dem Weg von der Kleinstadt Belfast im US-Bundesstaat Maine nach Savannah befand. Sofort wurde die Schiffsglocke der Lyonnais geläutet und das Ruder wurde hart nach Backbord umgelegt.
Trotzdem kam es zur Kollision. Der Bug der Adriatic drang mittschiffs in die Steuerbordseite des Dampfers ein, so dass ihr Bugspriet brach. Zwei der sechs Rettungsboote der Lyonnais wurden durch die Kollision zerstört. Kapitän de Vaix kam sofort auf die Brücke.
An Bord der Adriatic hatte man die Lichter der Lyonnais bereits 20 Minuten zuvor gesichtet. Sie trug durch den Zusammenstoß nur leichte Schäden davon. Für den Kapitän der Bark sah es so aus, als ob die Lyonnais auf ihrem Kurs blieb. Er ging daher davon aus, dass sie ebenfalls keinen schwerwiegenden Schaden genommen hatte und ihre Fahrt fortsetzte. Er kam ihr nicht zu Hilfe.

### Rettungsversuche und Untergang
Die Lyonnais konnte sich nach dem Zusammenstoß noch zehn Minuten auf ihrem Kurs halten, bis das eindringende Wasser den Maschinenraum flutete und die Feuer in den Kesseln löschte. Der Obermaschinist kam auf die Brücke und berichtete dem Kapitän, dass das Schiff manövrierunfähig sei und unterginge. Die Pumpen wurden eingeschaltet, konnten gegen die Menge des eindringen Wassers aber nicht ankommen.
Besatzungsmitglieder und Passagiere bildeten Menschenketten, reichten Eimer weiter und versuchten das Wasser zurückzuhalten. Gleichzeitig wurde unter Deck die Ladung von Steuerbord nach Backbord verschoben, um die zunehmende Schlagseite aufzuhalten. Anschließend ordnete der Kapitän das Überbordwerfen der Fracht an. Es wurde außerdem versucht, das Leck von außen mit einem Segel und von innen mit Matratzen und Decken zu stopfen. Die Versuche, den Untergang hinauszuzögern, zogen sich über mehrere Stunden hin.
Um 15 Uhr nachmittags am 3. November wurde schließlich der Befehl zum Verlassen des Schiffs gegeben. Sämtliche Passagiere und Mannschaftsmitglieder wurden in den verbliebenen vier Rettungsbooten, die alle mit Kompassen und Proviant ausgerüstet waren, evakuiert. In der Zwischenzeit war auch ein improvisiertes Rettungsfloß gebaut worden, das mit etwa 40 Personen besetzt wurde. Die Lyonnais ging mit dem Heck voran unter.
Das Wetter war inzwischen sehr stürmisch und das Floß ging mit all seinen Insassen in der schweren See unter. Die übrigen Boote verloren sich alsbald im dichten Nebel und aufkommenden Schneeböen. Kapitän de Vaix wollte mit seinem Boot Montauk Point an der östlichen Spitze von Long Island ansteuern. Es kam aber nie dort an.
Nur ein Rettungsboot, das unter anderem den Zweiten Offizier Laguiere an Bord hatte, wurde nach sechs Tagen von der Bremer Bark Elise unter dem Kommando von Kapitän Nordenbolott gefunden. Von den ursprünglich 18 Insassen lebten noch 16. Sie waren die einzigen Überlebenden der Tragödie. Die anderen Rettungsboote wurden nie gefunden.
Die Reederei Compagnie Franco-Americaine stellte ihren Betrieb 1857 ein.

## Entdeckung des Wracks
Das Wrack der Lyonnais wurde im August 2024 etwa 320 Kilometer vor der Küste von Massachusetts gefunden.